# Hesdin-la-Forêt
Hesdin-la-Forêt is een fusiegemeente (commune nouvelle) in het Franse departement Pas-de-Calais in de regio Hauts-de-France die deel uitmaakt van het arrondissement Montreuil.

## Geschiedenis
Hesdin-la-Forêt is op 1 januari 2025 ontstaan door de fusie van de gemeenten Hesdin, Huby-Saint-Leu, Marconne en Sainte-Austreberthe.

## Verkeer en vervoer
In de gemeente ligt spoorwegstation Hesdin.
Aix-en-Issart · Aubin-Saint-Vaast · Auchy-lès-Hesdin · Auxi-le-Château · Azincourt · Béalencourt · Beaurainville · Beauvoir-Wavans · Blangy-sur-Ternoise · Blingel · Boffles · Boisjean · Boubers-lès-Hesmond · Bouin-Plumoison · Brévillers · Brimeux · Buire-au-Bois · Buire-le-Sec · Campagne-lès-Hesdin · Capelle-lès-Hesdin · Caumont · Cavron-Saint-Martin · Chériennes · Contes · Douriez · Éclimeux · Fillièvres · Fontaine-l'Étalon · Fresnoy · Galametz · Gennes-Ivergny · Gouy-Saint-André · Grigny · Guigny · Guisy · Haravesnes · Hesdin-la-Forêt · Hesmond · Incourt · Labroye · Lespinoy · La Loge · Loison-sur-Créquoise · Maintenay · Maisoncelle · Marant · Marconnelle · Marenla · Maresquel-Ecquemicourt · Marles-sur-Canche · Mouriez · Neulette · Nœux-lès-Auxi · Noyelles-lès-Humières · Offin · Le Parcq · Le Ponchel · Le Quesnoy-en-Artois · Quœux-Haut-Maînil · Raye-sur-Authie · Regnauville · Rollancourt · Rougefay · Roussent · Saint-Denœux · Saint-Georges · Saint-Rémy-au-Bois · Saulchoy · Sempy · Tollent · Tortefontaine · Tramecourt · Vacqueriette-Erquières · Vaulx · Vieil-Hesdin · Villers-l'Hôpital · Wail · Wambercourt · Wamin · Willeman · Willencourt